# Motor de seis tempos
Um motor de seis tempos é um tipo de motor baseado no motor de quatro tempos, mas com uma adicional complexidade para tornar mais eficiente o combate a emissão de poluentes através do aproveitamento da energia de retorno do pistão.

## História
Dois diferentes tipos de motor de seis tempos foram construídos desde 1990:
1. O primeiro, utilizava a tecnologia do motor de quatro tempo ou Ciclo Diesel utilizando a força do tempo de exaustão para girar outro eixo no mesmo cilindro.[1]
2. O segundo utilizava um pistão em posição contrária, que no ciclo de retorno, também gerava força que antes era disperdiçada, foram utilizados em motores 6l, foi desenvolvid pelo Australiano Malcolm Beare em parceria com o Alemão Helmut Kottmann.[2]

Outros modelos não tiveram tanto êxito entre os engenheiros por ter complexidade elevada e alto custo de produção